# 小山 (守谷市)
小山（こやま）は、茨城県守谷市の大字。旧北相馬郡小山村及び、守谷字小山下の一部。郵便番号は302-0122。　

## 地理
守谷市南部に位置する。地域の北部は戸頭駅近辺にマンション等がある。南部は国道294号によって開けた地域となっている。地域の中央を関東鉄道常総線が通る。
東から北にかけてみずき野、東は取手市下高井、西は本町、南は乙子、取手市戸頭と接している。
常総線の踏切側に、分譲住宅が建った。

### 小字
小山には21の小字が存在する。元は小字の数は20であったが、2002年（平成14年）に守谷字小山下の一部を編入し、小山字小山下を加えた21の小字となった。
- 入口
- 大境
- 表谷津
- 上坪
- 北社
- 小山下
- 大日浦
- 長作
- 中山
- 新堀
- 西浦

- 沼田
- 浜崎
- 兵崎
- 弁天
- 前坪
- 前原
- 水垂
- 南表
- 向地
- 吉岡

## 歴史
当地域は、多くが下総国相馬郡小山村となっていた。古くは守谷郷に属し、古山村と書いたが、土岐内膳正が領主となった1583年（天正10年）に小山村へ改称した。なお、当時は5、6戸の小村であった。また、江戸時代までは当地に羽黒神社が置かれた。羽黒神社は元は小山村の名主の屋敷神であったが、村が出来て間も無かった辰新田村（現在は本町の一部）に鎮守社がなく、神社を辰新田村に移し、小山村と共同の鎮守社となったと伝えられる。｢旧高旧領取調帳｣によると、幕末には田安領で、49石4斗4升であった。
幕末には下総野鎮撫府、下総知事県の管轄となり、1869年（明治2年）には葛飾県、1871年（明治4年）には印旛県の管轄となり、1873年（明治6年）の大区小区制では第十四大区六小区となったが、これは本来は仮定であり、実地不便の向きもあるということを理由に第五大区七小区へと再編されている。また、同年千葉県となる。1875年（明治8年）には千葉県から茨城県に移管され、第九大区二小区となる。1878年（明治11年）の郡区町村制で大区小区の区分けは廃止され、同時に相馬郡が利根川を境に南相馬郡と北相馬郡に分離し、北相馬郡小山村となる。1889年（明治22年）3月1日には同じ北相馬郡の守谷町、赤法花村と合併し、小山は守谷町の大字となるが、1970年代後半に地域の北端を三井不動産が「パークシティ守谷」（開発中の名称は「三井守谷住宅地」など）として開発し、1981年（昭和56年）には一部が東守谷として分離した。2002年（平成14年）2月2日の守谷市の市制施行により、守谷市の大字となり、同時に守谷字小山下の一部が編入され、21の小字を数える。
現在は、国道294号と茨城県道・千葉県道47号守谷流山線（守谷街道）が交差する乙子交差点の立体化によって寸断されているが、乙子交差点を北西から南東に貫いていた通りが旧銚子街道であり、乙子交差点の南東の三叉路を追分と呼んだ。かつて小山地内の銚子街道は松並木となっていたが、1963年（昭和38年）2月に守谷町（現・守谷市）内の老朽校舎（大井沢、大野、高野、守谷の四小学校）の修繕材料として、県の認可を受けて払い下げられ、現存しない。また、江戸時代にはこの並木によって畑が日陰となり、作物の生育に支障が出ることから、小山村民が並木の払い下げを幕府に申し出たこともあった。

### 地名の由来
天慶年間に行われた将門東国合戦の際、老臣増田藍物が当地に城を構えて古山と称したことから後に古山村と言うようになった。その後、小山村へと改称された。

### 沿革
- 1868年（慶応4年）
  - 6月26日-9月3日（旧暦5月7日-7月17日） 下総野鎮撫府の管轄となる。
  - 9月23日（旧暦8月8日） 府藩県三治制により、下総知事県の管轄となる。
- 1869年（明治2年）2月23日（旧暦1月13日） 下総知事県に代わり、本格的な行政組織として葛飾県を設置、葛飾県相馬郡小山村となる。
- 1871年（明治4年）12月25日（旧暦11月14日） 廃藩置県後の県の統合により、葛飾県が生実県、古河県、佐倉県、関宿県、曾我野県、結城県と合併し、印旛県を設置。印旛県相馬郡小山村となる。
- 1873年（明治6年）
  - 5月 大区小区制により、第十四大区六小区となる。また、すぐに再編成で第五大区七小区となる。
  - 6月15日 印旛県が木更津県と合併し、千葉県を設置。千葉県に属する。
- 1875年（明治8年）5月7日 境界変更により千葉県から茨城県に移管。第九大区二小区となる。
- 1878年（明治11年）7月22日 郡区町村制施行。同時に相馬郡が、利根川を境に南相馬郡と北相馬郡に分離し、北相馬郡小山村となる。
- 1889年（明治22年）4月1日 北相馬郡守谷町、赤法花村と合併し、北相馬郡守谷町大字小山となる。
- 1981年（昭和56年） 三井不動産の住宅開発地域を東守谷として分離。
- 2002年（平成14年）2月2日 市制施行により、守谷市小山となる。また、同時に守谷の一部を編入。

### 地名の変遷
| 実施後 | 実施年月日   | 実施前                         |
| ------ | ------------ | ------------------------------ |
| 小山   | 2002年2月2日 | 小山、守谷字小山下（飛地部分） |

## 世帯数と人口
2025年（令和7年）6月1日現在の世帯数と人口は以下の通りである。
| 大字 | 世帯数  | 人口  |
| ---- | ------- | ----- |
| 小山 | 147世帯 | 453人 |

## 交通
西部は関東鉄道常総線南守谷駅、東部は関東鉄道常総線戸頭駅に近接している。また、隣接するみずき野を守谷駅までの路線バスが通過している。

## 小・中学校の学区
市立小・中学校に通う場合、学区は以下の通りとなる。
| 番地 | 小学校     | 中学校     |
| ---- | ---------- | ---------- |
| 全域 | 郷州小学校 | 愛宕中学校 |